# Ritterthal
Ritterthal war ein Ort im Kreis Heiligenbeil in Ostpreußen. Seine Ortsstelle liegt heute im Stadtkreis Mamonowo (Heiligenbeil) in der russischen Oblast Kaliningrad (Gebiet Königsberg (Preußen)).

## Geographische Lage
Die Ortsstelle Ritterthals liegt am Bolschoje boloto (deutsch „Großes Bruch“) am Nordrand des Stadtkreises Mamonowo (Heiligenbeil) im Südwesten der Oblast Kaliningrad. Bis zum Stadtzentrum der früheren Kreisstadt  Heiligenbeil sind es sieben Kilometer.

## Geschichte
Der als Ritterkrug gegründete kleine Ort wurde am 25. März 1836 in Rittertal umbenannt, wobei sich jedoch bereits vor 1871 die Schreibweise Ritterthal durchsetzte. Ab 1874 war der Gutsbezirk Ritterthal Teil des damals neu errichteten Amtsbezirks Keimkallen (russisch Krasnodonskoje) im ostpreußischen Kreis Heiligenbeil. Im Jahre 1910 zählte Ritterthal 39 Einwohner.
Im Jahre 1928 gab Ritterthal seine Eigenständigkeit auf und wurde in die Landgemeinde Groß Hoppenbruch (russisch Snamenka) eingegliedert.
In Kriegsfolge kam Ritterthal 1945 mit dem gesamten nördlichen Ostpreußen zur Sowjetunion. Schon bald aber verlor sich die Spur des kleinen Ortes, für den eine russische Namensgebung oder eine Zuordnung zu einem Dorfsowjet nicht bekannt ist. Der Ort könnte in Snamenka aufgegangen sein, jedenfalls galt er schon bald als verwaist und gilt heute als untergegangen. Seine Ortsstelle liegt im Bereich des Stadtkreises Mamonowo in der Oblast Kaliningrad der Russischen Föderation.

## Religion
Mit seiner überwiegend evangelischen Bevölkerung war Ritterthal bis 1945 in die Kirche Balga (russisch Wessjoloje) in der Kirchenprovinz Ostpreußen der Kirche der Altpreußischen Union eingepfarrt, römisch-katholischerseits gehörte der Ort zur Pfarrei in Heiligenbeil im damaligen Bistum Ermland.